# Bufadienolide

Strukturformel des Bufadienolid-Gerüsts

Bufadienolide sind eine Gruppe natürlich in verschiedenen Eukaryotenarten vorkommender chemischer Verbindungen und eine Untergruppe der Steroide. Bei Echten Kröten (Bufo sp.) finden sich Vertreter dieser Stoffgruppe in den Hautdrüsen, wovon sich der Name Bufadienolide ableitet. In den Pflanzensippen der Scilloideae (etwa Weiße Meerzwiebel Drimia maritima) und der Hahnenfußgewächse (etwa Schneerose Helleborus niger) kommen Bufadienolide als Sekundärmetabolite vor.
Chemisch gesehen sind Bufadienolide Steroide mit einem δ-Lacton-Rest an Position 17 und damit Derivate des Bufotalin. Sie sind homolog zu den Cardenoliden, die anstelle des δ-Lactons ein γ-Lacton binden. Bufadienolide hemmen die Na+/K+-ATPase, bevorzugt die Isoform Alpha1. Ebenso wie die Cardenolide verlangsamen Bufadienolide die Schlagfrequenz des Myokards und die Erregungsleitung der Myokardzellen und wirken daher toxisch. Zu den herzaktiven endogenen Steroiden (cardiotonische Steroide) gehören neben dem Cardenolid Ouabain die Bufadienolide Bufalin, Marinobufagenin (MBG) und Telocinobufagin.
Verschiedene Bufadienolide werden zur Diagnose und Therapie der Präeklampsie eingesetzt. Marinobufagenin wird zur Prognose und Resibufogenin wird zur Prävention eingesetzt. Verschiedene Bufadienolide besitzen Anti-Tumor-Wirkungen.